# إصلاح الصحة النفسية في كارولاينا الشمالية

كارولينا الشمالية

تقوم ولاية نورث كارولاينا بإجراء تحول سياسي شامل في الطريقة التي تُعد بها الحكومة ميزانية وتدير بها الموارد المخصصة لخدمات الصحة النفسية، والإعاقة النمائية، وتعاطي المواد. وقد اختارت وزارة الصحة والخدمات الإنسانية في نورث كارولاينا، قسم المساعدة الطبية، برنامج الإعفاء من ميديكيد 1915 (b)(c) كوسيلة للسيطرة على التكاليف المتزايدة لخدمات مُمولة من ميديكيد، ووضع ميزانيات دقيقة لها.
تم تنفيذ برنامج الإعفاء 1915 (b)(c) في البداية في موقع تجريبي واحد في عام 2005، وتم تقييمه لعدة سنوات. ثم تمت إضافة موقعين للتوسع في عام 2012. ومن المتوقع تنفيذ البرنامج على مستوى الولاية بالكامل بحلول الأول من تموز 2013.

## تاريخ إصلاح الصحة النفسية
في تشرين الأول 2001، صادق المجلس التشريعي العام لولاية نورث كارولاينا على مشروع القانون رقم 381 (S.L. 2001-437) الخاص بإصلاح نظام الصحة النفسية.
ينص القانون على أن تقوم السلطات المحلية بفصل إدارة خدمات الصحة النفسية عن تقديم تلك الخدمات.
سابقًا، كانت الكيانات المحلية مثل المقاطعات والوكالات الإقليمية تُقدم خدمات الصحة النفسية عبر توظيف مقدمي الرعاية بشكل مباشر. أما قانون عام 2001، فقد أوجب على الكيانات الحكومية المحلية المُديرة التعاقد مع مزودين خاصين لتقديم الخدمات لسكان المناطق الذين يحتاجون إلى رعاية نفسية.
لم تعد المقاطعات والمناطق المحلية تتحكم بشكل مباشر في تقديم الخدمات، بل أصبحت مسؤولة عن إدارة عقود مقدمي الخدمات.
منذ ذلك الحين، اتخذت الولاية خطوات إضافية لإصلاح نظام الصحة النفسية.
في الأول من كانون الثاني 2002، أبرم قسم المساعدة الطبية في نورث كارولاينا عقدًا مع شركة ڤاليوأوبشنز إنك. (شركة خاصة هادفة للربح) لتقديم خدمات مراجعة الاستخدام لمستفيدي ميديكيد، الذين بلغ عددهم حينها 1.3 مليون شخص في الولاية.
وقد جُدد هذا العقد في عامي 2006 و2011. تُقدّم ڤاليوأوبشنز موافقات مسبقة لخدمات الصحة النفسية وتعاطي المواد.
انتقادات كبيرة للتحول نحو الخصخصة في الولاية، منها:
- ترك العديد من العاملين المؤهلين في مجال الصحة النفسية المهنة بعد أن تولى المزودون الخاصون إدارة تقديم الخدمات، مما أدى إلى تقليص كبير في القوى العاملة المهنية في القطاع العام.
- النظام المجزأ الناتج عن الخصخصة كان له تأثير سلبي كبير على جودة الخدمات المقدمة للمراجعين، حيث اختفت العديد من خدمات الصحة النفسية الضرورية.

- انخرط المزودون الخاصون في ما يُعرف بـ"الانتقائية" عبر تقديم الخدمات الأكثر ربحية فقط، مثل خدمات "الدعم المجتمعي". وتشمل هذه الخدمات المساعدة الأساسية والإرشاد، مثل إنجاز المهام للعميل أو المساعدة في أداء الواجبات المدرسية لطفل، ويمكن تنفيذها من قِبل موظفين غير مرخصين ذوي أجور منخفضة.

- وقد ركز العديد من المزودين على هذه الخدمات المجتمعية المربحة وتخلّوا عن المرضى ذوي الحالات الخطيرة الذين كانوا بحاجة إلى رعاية مكلفة.
- تُقدّر التقارير المتعلقة بتجاوز التكاليف أن الولاية أهدرت ما لا يقل عن 400 مليون دولار على خدمات دعم مجتمعي قدمها مزودون خاصون لم تكن ضرورية أو لم تُقدَّم أصلًا. ونتيجة للعلاج الذي قدمه هؤلاء المزودون، ازداد بشكل كبير عدد سكان نورث كارولاينا المصابين بأمراض نفسية الذين انتهى بهم المطاف في غرف الطوارئ أو السجون.

كما لم تتم إدارة ميزانية الخدمات الممولة من ميديكيد بشكل كافٍ، واستمرت بالنمو بمعدل مرتفع سنويًا.
بدأت الولاية في عام 2005 بتعيين كيان محلي مُدير كمزود تجريبي لإدارة ميديكيد من خلال استخدام برنامج الإعفاء 1915 (b)(c).
وقد شغلت بيدمونت للصحة السلوكية دور البرنامج التجريبي، وكانت تُخدم مقاطعات كاباروس، ديفيدسون، روان، ستانلي، ويونيون.
في عام 2008، دعم المجلس التشريعي العام التوسع المخطط للبرنامج التجريبي عبر القانون S.L. 2008-107.
ثم تم اعتماد القانون S.L. 2010-31 والذي نص على تعيين موقعين إضافيين للتوسع.
وفي أحدث خطوة، أصدر المجلس التشريعي القانون S.L. 2011-264 والذي أوعز إلى وزارة الصحة والخدمات الإنسانية في نورث كارولاينا بالمضي قدمًا في إعادة هيكلة النظام على مستوى الولاية لخدمات الصحة النفسية، والإعاقات النمائية، وتعاطي المواد، من خلال تنفيذ برنامج الإعفاء 1915 (b)(c) على نطاق الولاية بحلول الأول من تموز 2013.
تم تعيين الهيئات المحلية مثل بيدمونت للصحة السلوكية من قبل ولاية نورث كارولاينا في الأصل عام 1985 بموجب قانون خدمات الصحة النفسية والإعاقات النمائية وتعاطي المواد في نورث كارولاينا.
وقد تغير الاسم إلى "الكيان المحلي المُدير" في عام 2001 عندما أقرّت الولاية قانون إصلاح نظام الصحة النفسية.
وتنظَّم صلاحيات الكيانات المحلية المديرة بموجب الفصل 122C من النظام القانوني العام لنورث كارولاينا. ويُعتبر تقسيمًا سياسيًا محليًا للولاية بموجب §122C-116.
وبحسب G.S. §122C-115.4، فإن الكيان المحلي المدير مسؤول عن إدارة والإشراف على النظام العام لخدمات الصحة النفسية، والإعاقات النمائية، وتعاطي المواد على مستوى المجتمع المحلي.

## الدافع وراء الإصلاح
ميديكيد "هو برنامج تأمين صحي للأفراد والعائلات ذوي الدخل المنخفض الذين لا يستطيعون تحمّل تكاليف الرعاية الصحية. يخدم ميديكيد الآباء والأمهات منخفضي الدخل، والأطفال، وكبار السن، والأشخاص ذوي الإعاقة."
وبحسب قسم البحوث المالية في الجمعية العامة لولاية نورث كارولاينا، فإن "ميديكيد هو البرنامج الأسرع نموًا في ميزانية الولاية. ففي عام 2009، بلغت الميزانية المعتمدة لبرنامج ميديكيد 3.2 مليار دولار، أي ما يعادل 15% من ميزانية التشغيل المعتمدة للولاية والتي بلغت 21.2 مليار دولار — بزيادة قدرها 9% عن عام 2008."
وتفيد مراكز خدمات الرعاية الطبية وميديكيد بأن عدد المسجلين في برنامج ميديكيد في ولاية نورث كارولاينا عام 2009 (وهو آخر عام توفرت فيه البيانات) بلغ 1,974,287 شخصًا.
وقد مثّل هذا العدد من المسجلين ما نسبته 21% من سكان الولاية في ذلك العام (9,380,884 نسمة).

## تاريخ ميديكيد في ولاية نورث كارولاينا

مراكز الرعاية الطبية والخدمات الطبية (مدير المساعدة الطبية) الشعار

"العنوان التاسع عشر من قانون الضمان الاجتماعي هو برنامج استحقاق مشترك بين الحكومة الفيدرالية والولايات، يموّل المساعدة الطبية لأفراد وعائلات معينة ذات دخل وموارد منخفضة. أصبح هذا البرنامج، المعروف باسم ميديكيد، قانونًا في عام 1965 كمشروع مشترك تم تمويله بشكل مشترك بين الحكومتين الفيدرالية والولائية... بهدف مساعدة الولايات في تقديم المساعدة الطبية للأشخاص المحتاجين.
وبموجب الإرشادات الوطنية العامة التي حددتها القوانين والأنظمة والسياسات الفيدرالية، تقوم كل ولاية بـ:
1. وضع معايير الأهلية الخاصة بها،
2. تحديد نوع وكمية ومدة ونطاق الخدمات،
3. تحديد معدل الدفع مقابل الخدمات،
4. إدارة برنامجها الخاص."
قدّمت ولاية نورث كارولاينا "خطة الدولة الخاصة ببرنامج ميديكيد إلى إدارة تمويل الرعاية الصحية في عام 1969، ونالت الموافقة في العام نفسه. ويُعد الفصل 108A من النظام القانوني العام لولاية نورث كارولاينا القانون الذي فعّل العنوان التاسع عشر في الولاية... وذلك في الأول من كانون الثاني 1970."
وفي كل عام، تسنّ الجمعية العامة لولاية نورث كارولاينا تشريعات جديدة تُحدث تغييرات على البرنامج وسياساته، مثل توسيع أو تقليص نطاق الأهلية والتغطية، والتعليمات الإدارية والتنظيمية، والتمويل الخاص، وما إلى ذلك.
يوفّر ميديكيد الخدمات الطبية الضرورية المتعلقة بالصحة الجسدية، والصحة النفسية، وعلاج تعاطي المواد، والإعاقات النمائية.
وفي ولاية نورث كارولاينا، يتم تقاسم تكاليف ميديكيد بين الولاية (34.87%) والحكومة الفيدرالية (65.13%).
"وبينما تحتل المرتبة التاسعة بين الولايات من حيث إجمالي إنفاق ميديكيد، فإن ولاية نورث كارولاينا عملت جاهدة ليس فقط على خفض الإنفاق من أجل الحفاظ على استمرارية البرنامج، بل أيضًا على احتواء التكاليف مع تحسين جودة الرعاية الصحية."
وفي عام 2009، بلغ عدد البالغين والأطفال في نورث كارولاينا ممن هم بحاجة إلى خدمات الصحة النفسية، والإعاقات النمائية، وعلاج تعاطي المواد، 1,274,193 شخصًا.
وقد تم تعديل قانون الضمان الاجتماعي عدة مرات منذ إقراره لمساعدة الولايات في إدارة برامج ميديكيد بطريقة تلبي أفضل احتياجات السكان المؤهلين في كل ولاية.
ومن بين الوسائل التي يستخدمها قانون الضمان الاجتماعي لتحقيق ذلك، السماح بـ"صلاحيات متعددة للإعفاءات والعروض التجريبية لتمكين الولايات من تشغيل برامج ميديكيد بمرونة."
ويجب على وكالة ميديكيد في كل ولاية تقديم طلب مراجعة وموافقة للحصول على إعفاء من نوع "الخدمات المنزلية والمجتمعية"، وتقع على عاتق الوكالة المسؤولية النهائية عن برنامج إعفاء الخدمات المنزلية والمجتمعية، على الرغم من إمكانية تفويض تشغيل البرنامج اليومي لكيان آخر.

## 1915 (ب) (ج) برنامج الإعفاء

ختم ولاية كارولينا الشمالية

ردًا على الوضع المالي الصعب المتزايد، تنفّذ ولاية نورث كارولاينا حاليًا تحولًا شاملًا على مستوى الولاية في طريقة وضع الميزانية وإدارة التمويل لبرامج ميديكيد المخصصة للصحة النفسية، والإعاقات النمائية، واضطرابات تعاطي المواد.
وقد تمت الموافقة مبدئيًا على استخدام ولاية نورث كارولاينا لكل من إعفاء الرعاية المُدارة/حرية الاختيار (القسم 1915 (ب))، وإعفاء الخدمات المنزلية والمجتمعية (القسم 1915 (ج)) في تشرين الأول 2004.
يمنح برنامج الإعفاء 1915 (ب)(ج) السلطة العامة التي تحددها الدولة القدرة على "بناء شراكات مع المستفيدين، والمقدّمين، وأصحاب المصلحة في المجتمع لإنشاء نظام رعاية مجتمعية أكثر استجابة."
ورؤية هذه السياسة تتمثل في: "تغيير مسؤول لتحقيق سهولة الوصول، وجودة أفضل، ونتائج شخصية."
تكمن جاذبية برنامج الإعفاء 1915 (ب)(ج) في أن النفقات السنوية لبرنامج ميديكيد يمكن تقديرها وإدارتها بدقة أكبر وفق صيغة محددة.
بموجب هذا الإعفاء، تحدد الدولة مبلغًا لكل مستفيد في كل شهر (ويُعرف باسم الرأسية)، يتم دفعه للهيئة العامة التي تحددها وزارة الصحة والخدمات الإنسانية في نورث كارولاينا، إدارة المساعدات الطبية، وهي وكالة ميديكيد في الولاية.
ويستند هذا المبلغ إلى صيغة تأخذ في الحسبان التكاليف التاريخية للخدمات المرتبطة بالفئات المختلفة المؤهلة لـميديكيد.
بالإضافة إلى تحديد معدل الرأسية، يمنح برنامج الإعفاء 1915 (ب)(ج) صلاحية تحديد الأسعار لتعديل أسعار الخدمات بما يتناسب مع احتياجات المجتمع المحلي، ودفع المطالبات لضمان إنفاق الأموال وفقًا لتفويضات الخدمات، وشبكة مغلقة تتيح المنافسة والاختيار ضمن شبكة مستقرة، وإدارة الاستخدام لضمان تقديم الخدمة المناسبة بالمستوى المناسب، وإدارة الرعاية لتقديم دعم مباشر للعملاء ذوي التكلفة العالية/المخاطر العالية.

### صياغة السياسة
قامت ولاية نورث كارولاينا بصياغة سياسة برنامج الإعفاء 1915 (ب)(ج) من خلال إشراك عدد كبير من أصحاب المصلحة الداخليين والخارجيين.
وقد أُعدت الخطة الأصلية من قبل موظفي وزارة الصحة والخدمات الإنسانية في الولاية.
وقدم فريق استشاري خارجي من داخل قسم الصحة النفسية، والإعاقات النمائية، وخدمات تعاطي المواد.
كما تم جمع تعليقات إضافية من خلال مجلس برامج المجتمع في نورث كارولاينا، الذي تأسس عام 1983 ويكرّس جهوده لمساعدة السلطات المحلية في نورث كارولاينا على تحسين جودة خدماتها وفعالية إدارتها.
ثم نُشرت الخطة المسودة على موقع الولاية الرسمي (www.nc.gov) وتم توزيعها عبر نشرة تواصلية حكومية، وتم توجيه دعوة لجميع أصحاب المصلحة لتقديم أفكار واقتراحات وأسئلة وتعليقات.
وقد أشار مجلس الإعاقات النمائية في نورث كارولاينا إلى وجود شكوى تفيد بأن الأفراد والعائلات شعروا بعدم استشارتهم قبل قيام الكيانات المحلية لإدارة الخدمات بتقديم طلباتها ليتم تصنيفها كمواقع توسّع.
وقد ردّ موظفو قسم خدمات تعاطي المواد في نورث كارولاينا على هذا القلق بالإشارة إلى أن الكيانات المحلية لم تكن تملك فرصة كافية لمثل هذا النوع من المشاركة نظرًا للإطار الزمني المحدود لتعديل الإعفاء وعملية طلب التقديم التي أطلقتها وزارة الصحة والخدمات الإنسانية في الولاية.
كما أُشير إلى أنه سيتم جمع الملاحظات بعد الاختيار وخلال عملية التنفيذ.
وسجّل موظفو الوزارة أن وزارة الصحة والخدمات الإنسانية "تشارك بنشاط" لجنة المستهلكين والعائلات الاستشارية في الولاية كمشارك نشط في تقديم الملاحظات.

### أهداف برنامج الإعفاء 1915 (ب)(ج)
وضعت وزارة الصحة والخدمات الإنسانية في نورث كارولاينا ستة أهداف لبرنامج الإعفاء 1915 (ب)(ج)، وهي:
- تحسين الوصول إلى خدمات الصحة النفسية، والإعاقات النمائية، وتعاطي المواد.

- تحسين جودة خدمات خدمات تعاطي المواد.
- تحسين نتائج المستفيدين من خدمات تعاطي المواد.
- تحسين الوصول إلى الرعاية الأولية للأشخاص المصابين باضطرابات نفسية، أو إعاقات نمائية، أو مشاكل تعاطي.
- تحسين الكفاءة الاقتصادية للخدمات.
- إدارة جميع الموارد العامة المخصصة للكيانات المحلية بفعالية.

### خطة التنفيذ
تضمنت خطة التنفيذ الخاصة بوزارة الصحة والخدمات الإنسانية في نورث كارولاينا لبرنامج الإعفاء 1915 (ب)(ج) التواريخ الأساسية التالية وفقًا للقانون S.L. 2011-264:
- 1 آب 2011: الإعلان عن مواقع كيانات المحلية إضافية.
- 1 تشرين الأول 2011: تقديم الخطة الاستراتيجية إلى الجمعية العامة.
- 1 كانون الثاني 2013: تعيين أي مقاطعات لم تُخصص بعد لكيان محلي.
- 1 تموز 2013: استكمال التوسّع.

واعترافًا بالتفاوت في القدرة على التنفيذ بين الكيانات المحلية الـ23 في الولاية، وضعت نورث كارولاينا المتطلبات الدنيا التالية للمشاركة في البرنامج:
- يجب أن يمثل الكيان المحلي سكانًا مؤهلين لـميديكيد (من عمر 3 سنوات فما فوق) بعدد لا يقل عن 70,000 شخص.
- أن يكون قد انسحب بالكامل من تقديم أي خدمات ممولة من الدولة أو قابلة للتعويض من ميديكيد.
- أن يكون معتمدًا بالكامل لمدة لا تقل عن 3 سنوات.
- أن يمتلك موارد مالية كافية وإدارة مالية قوية.
- تقديم رسالة دعم من مجلس إدارة الكيان المحلي بكامله تتضمن قبول المسؤولية المالية عن البرنامج.
- تقديم إثبات بأن الكيان لا يعمل كوصي قانوني لأي مستفيد من خدمات التعاطي الممولة من ميديكيد.
- تقديم إثبات بعدم وجود تضارب مصالح لدى الموظفين أو أعضاء المجلس.
- إظهار قدرة قوية على مستوى تكنولوجيا المعلومات.
- تقديم رسالة دعم من لجنة المستهلكين والعائلات الاستشارية.ع
- إظهار كفاءة قوية في العمليات السريرية.
- إظهار كفاءة قوية في العمليات الإدارية.
- وتقديم خطة تنفيذ شاملة لبرنامج الإعفاء 1915 (ب)(ج).

وقد استعانت الولاية بمجموعة استشارية، ميرسر لاستشارات الخدمات الإنسانية الحكومية، للمساعدة في إعداد وتقييم قدرة الكيانات المحلية على تلبية المعايير الدنيا.
وإذا لم يتمكن كيان محلي من تلبية هذه المعايير، فسيتعين عليه الاندماج مع كيان آخر.
بدأت العملية بـ 23 كيانًا محليًا في جميع أنحاء الولاية، ومن المتوقع أن يتقلص العدد إلى ما بين 8 إلى 10 كيانات بحلول نهاية تنفيذ البرنامج.

### التقييم
تنص الخطة الاستراتيجية للولاية الخاصة ببرنامج الإعفاء 1915 (ب)(ج) على إجراء تقييم للأداء. ويتوجب تقديم تقارير الحالة إلى لجنة الرقابة التشريعية، ومن ثم نشرها لجميع أصحاب المصلحة. ويتضمن الجدول الحالي لتقديم تقارير الحالة الرسمية إلى الجمعية العامة التواريخ المتبقية التالية: ١ تشرين الأول ٢٠١٢، ١ شباط ٢٠١٣، و١ تشرين الأول ٢٠١٣.
وستتناول التقارير الأهداف الستة للخطة الاستراتيجية و٢٣ خطوة تنفيذية. الأهداف الستة هي:
- الإشراف على تغييرات نظام خدمات الصحة النفسية، والإعاقات النمائية، وتعاطي المواد.
- الشراكة مع كيانات الإدارة المحلية/منظمات الرعاية المُدارة لضمان تنفيذ ناجح.
- ضمان الوصول وجودة نظام الخدمة للأفراد المصابين باضطرابات نفسية، أو إعاقات نمائية، أو تعاطي مواد،
- تعزيز الشراكة مع أصحاب المصلحة لتقديم المشورة للولاية بشأن تنفيذ الخطة الاستراتيجية.
- زيادة المعرفة والمهارات في جميع أنحاء النظام.
- الشراكة مع كيانات الإدارة المحلية/منظمات الرعاية المُدارة وبرنامج الرعاية المجتمعية في نورث كارولاينا لتعزيز وتنفيذ نظام رعاية متكاملة بين مقدمي خدمات الصحة النفسية، والإعاقة الذهنية/النمائية، وتعاطي المواد، ومقدمي الرعاية الأولية.

تُجرى أيضًا عمليات تقييم كمية ونوعية إضافية. فالحكومة الفيدرالية، من خلال مراكز خدمات ميديكيد وميديكير، تفرض إجراء مراجعة جودة خارجية بالإضافة إلى تشكيل فريق عالمي لتحسين الجودة بشكل مستمر.
كما تقوم الولاية بتشكيل فرق مراقبة داخلية بين الإدارات، وفريق إداري تنفيذي، ولجنة توجيهية لتحسين جودة خدمات التعاطي.
على المستوى المحلي، تلتزم الكيانات المحلية بموجب عقدها مع إدارة المساعدات الطبية بتقديم "بيانات وقياسات سنوية إلى إدارة المساعدات الطبية تتعلق بجودة الرعاية ومعايير الخدمة ومشاريع تحسين الأداء لـ ٢٧ مقياسًا موزعة على ٧ مجالات رئيسية."
تشمل مجالات التقرير:
1. فعالية الرعاية.
2. الوصول/التوفر.
3. رضا المرضى ومقدمي الخدمة.
4. استخدام الخدمات..
5. استقرار خطة التأمين الصحي.
6. معلومات وصفية عن الخطة.
7. الصحة والسلامة.

تُفيد وزارة الصحة والخدمات الإنسانية في نورث كارولاينا أنه استنادًا إلى نتائج برنامج الإعفاء التجريبي 1915 (ب)(ج) حتى الآن، فإن "نورث كارولاينا أثبتت أن الولاية قادرة على تقديم خدمات عالية الجودة في مجال الصحة النفسية، والإعاقات النمائية، وتعاطي المواد من خلال التعاون بين القطاعين العام والخاص، وبتكلفة أقل أو مماثلة لتكاليف برنامج الخدمة مقابل الأجر للمستفيدين المؤهلين لـميديكيد."
وبشكل خاص، جاء في تقرير كانون الأول ٢٠١١ أن "هناك فرقًا كبيرًا في متوسط الإنفاق على الرعاية منذ عام ٢٠٠٨، حيث ظل الإنفاق مستقرًا نسبيًا في بي بي إتش، في حين ارتفعت النفقات بشكل كبير في بقية أنحاء الولاية."
لكن الاستجابة لهذا التغيير في السياسة لم تكن إيجابية بالكامل. فقد صرّحت فيكي سميث، المديرة التنفيذية لمنظمة حقوق الإعاقة في نورث كارولاينا، بأن هناك "ضغطًا كبيرًا على وزارة الصحة والخدمات الإنسانية للإسراع في تحويل الكيانات المحلية إلى إعفاءات ميديكيد حتى تتمكن الجمعية العامة من تحقيق أهداف خفض التكاليف."
كما صرّح ديفيد كورنول، المدير التنفيذي لمنظمة ان سي مينتال هوب، قائلاً: "بين التعديلات التي أقرها مشروع القانون رقم 916 والتعديلات المقترحة في الفصل 122C، لم يعد الأمر مجرد كرة هدم ستضرب نظام ولايتنا، بل جيش من الجرافات والرافعات وشاحنات التفريغ الضخمة التي تصطف لتسحقه. ونفس المشرعين الذين لا يرون أبعد من ميزانية العام المقبل لا يهتمون إن وُجد مخطط تفصيلي للنتيجة النهائية، بل فقط أن هناك رسماً تخطيطياً للمرحلة التالية."
في عام ٢٠٠٩، منحت التحالف الوطني للأمراض النفسية ولاية نورث كارولاينا درجة D لنظامها في الصحة النفسية، مشيرًا إلى أن هذه الدرجة "لا تعكس حتى بداية الفوضى التي تسود نظام الرعاية النفسية في الولاية... وقد حذّر التحالف الوطني قبل ثلاث سنوات من أن مبادرات الإصلاح في الولاية تتغير بسرعة كبيرة جدًا، مما أدى إلى بيئة غير منظمة بشكل متزايد. وقد كانت هذه التوقعات دقيقة."

### موقع التجربة الأولية
تم اختيار بيدمونت للصحة السلوكية كموقع تجريبي لبرنامج الإعفاء 1915 (ب)(ج) في عام ٢٠٠٥.
تخدم بيدمونت للصحة السلوكية مقاطعات كاباروس، دافيدسون، روان، ستانلي، ويونيون.

### مواقع التوسعة
تم اختيار منطقة الصحة النفسية لمقاطعة ميكلنبورغ وشبكة ويسترن هايلاندز (الكيان المحلي الذي يخدم مقاطعات بانكوم، هندرسون، ماديسون، ميتشل، بولك، رذرفورد، ترانسيلفانيا ويانسي) كموقعي التوسعة لبرنامج الإعفاء 1915 (ب)(ج) في أواخر عام 2010.
كان من المقرر أن تبدأ منطقة الصحة النفسية لمقاطعة ميكلنبورغ بتنفيذ برنامج الإعفاء 1915 (ب)(ج) في عام 2011، لكنها واجهت صعوبات في تنفيذ السياسة و"أوقفت مؤقتًا" برنامج الإعفاء في أيلول 2010.[30] وفي حزيران 2011، طلبت الولاية من ميكلنبورغ إعادة الانضمام إلى توسعة برنامج الإعفاء.[30] ومن المقرر الآن أن تنفذ منطقة الصحة النفسية لمقاطعة ميكلنبورغ السياسة بالكامل في كانون الثاني 2013، ضمن المرحلة الثالثة من التوسعة في الولاية.
وبدلًا منها، بدأت إيست كارولاينا للصحة السلوكية العمل في ١ نيسان 2012. تخدم مقاطعات بوفورت، بيرتي، كامدن، تشوان، كرافن، كيريتوك، دير، غيتس، هيرتفورد، هايد، جونز، مارتن، نورثامبتون، بامليكو، باسكوتانك، بيركويمنز، بيت، تايريل، وواشنطن.
دخلت شبكة ويسترن هايلاندز حيّز التنفيذ في ٣ كانون الثاني 2012.
شهدت الأشهر الأربعة عشر بين تاريخ إعلان شبكة ويسترن هايلاندز كموقع توسعة وتاريخ بدء سريان الإعفاء نشاطًا مكثفًا، حيث أنشأت شبكة ويسترن هايلاندز قسمًا لإدارة الرعاية/إدارة الاستخدام لمراجعة واعتماد طلبات الخدمات، وقسمًا لتنسيق الرعاية يتولى الوظائف الإدارية المتعلقة بخطط العلاج لفئة مختارة من ذوي الاحتياجات العالية والمخاطر المرتفعة.
كما شكلت شبكة ويسترن هايلاندز فريقًا للانتقال الطفولي لمساعدة الأطفال في أماكن العلاج السكني، وفريقًا لمراجعة الرعاية، يُعد موردًا لفرق الطفل والأسرة التي تُعنى بالأطفال والشباب المعرضين للخطر الذين يعانون من مشاكل خطيرة في الصحة النفسية، أو تعاطي المواد، أو إعاقات نمائية، ويُستخدم الفريق بشكل أساسي لدعم فرق الأطفال والأسرة في تحديد الموارد والتخطيط.
في تموز 2012، من المقرر أن تبدأ كيانات سنوكي ماونتن سنتر وساندهيلز سنتر العمل ضمن المرحلة الثانية. أما المرحلة الثالثة، فسيتم تنفيذها بحلول كانون الثاني 2013، وستشمل: منطقة الصحة النفسية لمقاطعة ميكلنبورغ، خدمات سنترفوينت الإنسانية، مركز دورهام، إيست بوينت، باثويز، وكوستال كير. وسيتم تعيين أي كيانات محلية غير مخصصة في ذلك الوقت.
في عام 2020، انتقلت ولاية نورث كارولاينا إلى نموذج الرعاية المُدارة لميديكيد، مما يتطلب من مستفيدي ميديكيد الذين يعانون من مرض نفسي، أو اضطراب في تعاطي المواد، أو إعاقة ذهنية أو نمائية، أو إصابة دماغية رضحية ويحتاجون إلى خدمات ودعم متخصص، التسجيل في خطة ميديكيد دايركت نورث كارولاينا، والمتاحة فقط من خلال الكيانات المحلية ومنظمات الرعاية المُدارة.

## قراءة إضافية
- "Mental Health". North Carolina Medical Journal. ج. 73 ع. 3. مايو–يونيو 2012. مؤرشف من الأصل في 2016-04-13.
- Levin، Aaron (3 أكتوبر 2008). "Shattered MH System Not Easy to Repair". Psychiatric News. ج. 43 ع. 19: 9. DOI:10.1176/pn.43.19.0009. مؤرشف من الأصل في 2023-12-18. اطلع عليه بتاريخ 2016-06-24.
- "Mental Health Reform: The Challenge of Bridge Building Across Multiple Care Systems". North Carolina Medical Journal. ج. 64 ع. 5. سبتمبر–أكتوبر 2003. مؤرشف من الأصل في 2016-04-13.
- Public Consulting Group, Inc. (1 أبريل 2000). "Study of State Psychiatric Hospitals and Area Mental Health Programs: Final Report" (PDF). NC Office of the State Auditor. مؤرشف (PDF) من الأصل في 2005-05-01.